# Philagra insularis
Philagra insularis är en insektsart som beskrevs av Jacobi 1921. Philagra insularis ingår i släktet Philagra och familjen spottstritar. Inga underarter finns listade i Catalogue of Life.